# Палац Брера
Палац Брера, палаццо Брера (італ. Palazzo (di) Brera) — палац у кварталі Брера, Мілан, Італія. Спочатку побудований під єзуїтський коледж, а зараз у ньому розташовані художній навчальний заклад Академія Брера, її галерея Пінакотека Брера, а також Ботанічний сад Брера , Астрономічна обсерваторія Брера, Ломбардський інститут науки і літератури та Бібліотека Брера.

## Історія
На місці нинішнього палацу був розташований монастир, збудований на землях Герчо да Баджо і близько 1178 передано ордену гуміліатів.
У 1180—1229 на терені побудована церква Санта-Марія-ін-Брера.
У 1346—1348 пізанським скульптором Джованні ді Бальдуччо до неї прибудований готичний мармуровий портал.
У 1571 папа римський Пій V розформував орден гуміліатів, а монастир, на прохання Карло Борромео і за згодою папи римського Григорія XIII, став єзуїтським коледжем. Коледж збільшився, в ньому почало навчатися близько 3 000 студентів, а тому для нього знадобилася нова будівля.
У 1573—1590 Мартіно Бассі розробляв нову будівлю на зразок Колледжо Борромео в Павії. Однак нинішня будівля була збудована за проєктом, створеним Франческо Марією Рікіні близько 1615. Будівництво започатковано ним у 1627, у 1630 його перервано через спалах чуми і продовжено лише у 1651. Після смерті Рікіні в 1658 будівництво продовжив його син Доменіко.

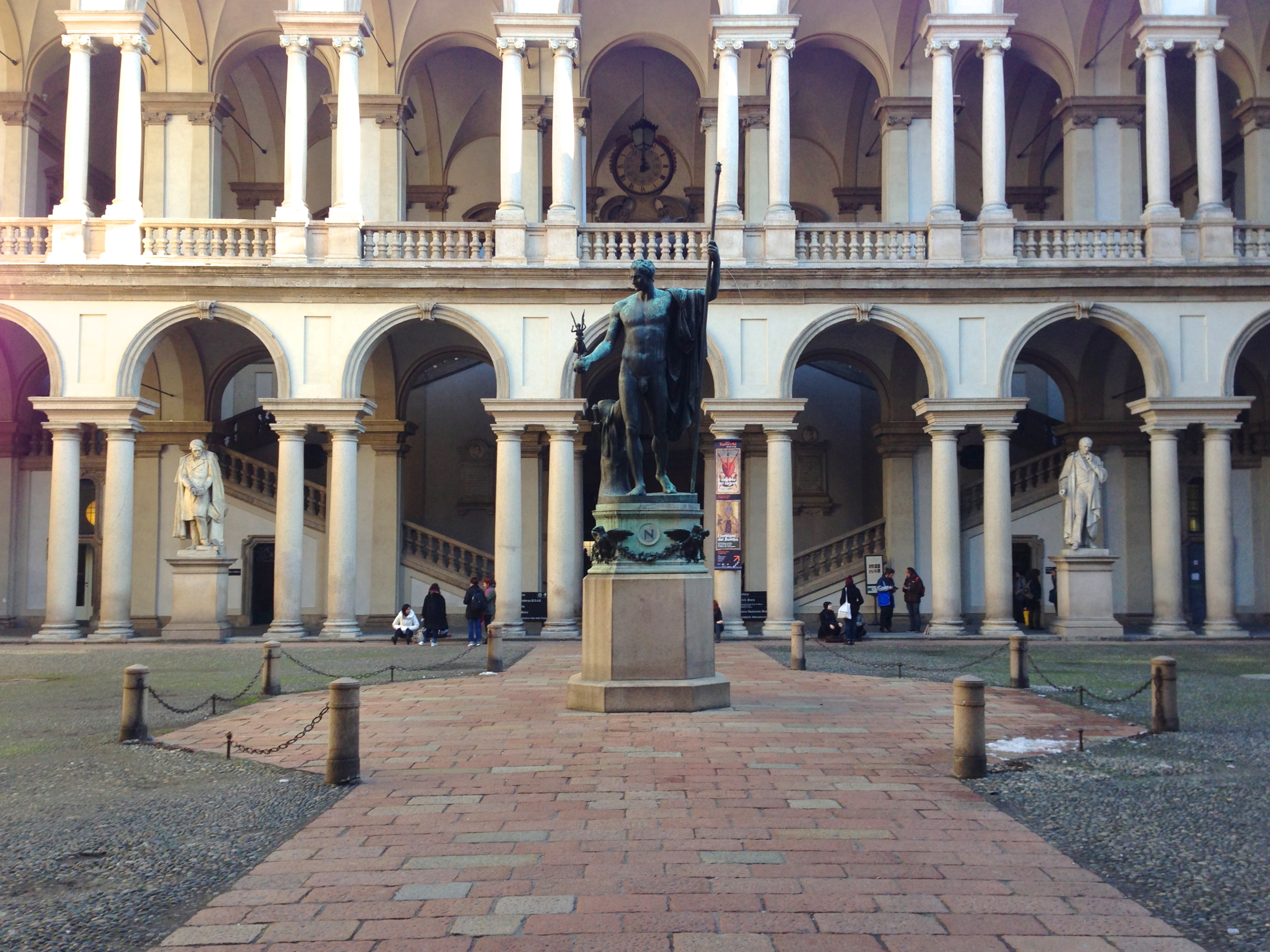
Внутрішній двір, у центрі — бронзова копія скульптури Наполеона у вигляді Марса-миротворця авторства Антоніо Канови

У 1764 єзуїт Руджер Бошкович побудував у будівлі коледжу астрономічну обсерваторію.
В 1773 орден єзуїтів знищений папою римським Климентом XIV, а коледж Брера переданий тодішнім правителям північної Італії, Габсбурзькій монархії. У тому ж році імператриця Марія Терезія заснувала в будівлі палацу бібліотеку, в 1774 вона розширила сад єзуїтів, створивши ботанічний сад, а в 1776 — заснувала Королівську академію витончених мистецтв.
У палаці також розміщувалися Палацова школа (італ. Scuole Palatine), в якій навчали філософії та права, гімназія, фізична та хімічна лабораторії та сільськогосподарське суспільство.
В 1780 архітектор Джузеппе П'єрмаріні завершив внутрішній двір з двоярусною галереєю та оформив вхід з боку вулиці Брера.
У 1806, в рамках політики Наполеона щодо секуляризації монастирів, церква Санта-Марія-ін-Брера закрита, фасад церкви знесено, а неф розділений на два поверхи: верхній поверх був відведений під картинну галерею Академії, а нижній — під зібрання античної скульптури.
В 1810 в будинок переїхав Ломбардський інститут науки й літератури — наукове товариство, засноване Наполеоном в 1797 в Болоньї.
У 1859 у центрі внутрішнього двору розміщена бронзова копія скульптури Наполеона у вигляді Марса-миротворця авторства Антоніо Канови, створена в 1811 у Римі Франческо Рігетті (італ. Righetti) і його сином Луїджі.